# Berhomet (stacja kolejowa)
Berhomet (ukr. Берегомет, niem. Berhometh, rum. Berhomet) – stacja kolejowa w miejscowości Berhomet, w rejonie wyżnickim, w obwodzie czerniowieckim, na Ukrainie. Jest stacją krańcową linii z Hliboki.

## Historia
Stacja powstała w czasach austro-węgierskich i początkowo nazywała się Berhometh. W okresie międzywojennym, gdy okolice te przynależały do Rumunii, nosiła nazwę Berhomet. Dawniej linia biegła dalej do Łopusznej.